# Selva Sullivan
Selva Sullivan (Necochea, Buenos Aires, Argentina; 29 de marzo de 1928-Ibidem; 11 de marzo de 2021) fue una actriz argentina de cine y teatro.

## Carrera
Inició su carrera tras ganar un concurso de belleza que organizaba el programa Radiolandia, de donde salieron además figuras como  Marga Landova, Nelly Meden, María Aurelia Bisutti, Norma Giménez, Nelly Durán, Analía Gadé, Patricia Castell, Susana Campos e Irma Roy, entre otras.
Desarrolló una breve carrera como actriz en la segunda mitad de la década de 1940. Así actuó en filmes como Soy un infeliz (1946), El que recibe las bofetadas (1947), dirigida por Boris H. Hardy; y Vidalita (1948) con dirección de Luis Saslavsky. A la vez, cumplió algunas labores teatrales. Actriz de reparto, compartió pantalla con actores de primera talla como Narciso Ibañez Menta, Fernando Lamas, Golde Flami, Guillermo Battaglia, Mirtha Legrand, Amalia Sánchez Ariño, entre otros.
Luego se desempeñó como directora de decoración de interiores, pintando cuadros. Murió a los 92 años el 11 de marzo de 2021 víctima de un Infarto agudo de miocardio.

## Filmografía
- 1948: Vidalita.
- 1947: El que recibe las bofetadas como Consuelo.
- 1946: Soy un infeliz.